# Ready Steady Go
Ready Steady Go (englisch für „Auf die Plätze – fertig – los!“), kurz RSG, war eine der ersten Rock-Pop-Musikshows im britischen Fernsehen. Die erste Sendung lief im August 1963, die letzte im Dezember 1966. In diesem Zeitraum eroberte die britische Rock- und Popmusik die Welt.
Die Show lief freitags abends und läutete mit dem Slogan The weekend starts here! das Wochenende ein. Die Eröffnungsmelodie war Manfred Manns 5-4-3-2-1 (später ersetzt durch Hubble Bubble, Toil and Trouble, ebenfalls von Manfred Mann).
Anfangs traten die Bands und Interpreten zu Playback auf, ab Ende 1964 waren einige, ab April 1965 alle Auftritte live. Die Gäste durften ihre Songs vollständig spielen, nicht in gekürzten Versionen, wie dies in anderen Shows häufig gefordert wurde.
Zu den Gästen der in London gedrehten Show gehörten unter anderem die Bands The Beatles (1964), Gerry & the Pacemakers, The Rolling Stones, die Musiker Donovan, die Dave Clark Five, Dusty Springfield, Bobby Vee, Cilla Black,  Billy Fury, Lulu, Van Morrison, Marvin Gaye und Gene Pitney, Sandie Shaw, Burt Bacharach, Samantha Jones, Glenda Collins, Jerry Lee Lewis, Kenny Lynch und Them sowie die Bands The Animals, The Breakaways, Searchers, The Who, Georgie Fame & the Blue Flames und Beach Boys. Auch noch wenig bekannte Künstler erhielten eine Chance zum Auftritt, etwa Peter Cook und Dudley Moore.
Im Jahr 1966, als die Beatmusik an Popularität verlor, wurde die Show abgesetzt.